# August Wilhelm Friedrich von Degenfeld
August Wilhelm Friedrich von Degenfeld (* 9. November 1795 auf dem Eulenhof; † 29. Januar 1845 in Ehrstädt) war Grundherr auf dem Eulenhof sowie Mitherr zu Ehrstädt, Waibstadt, Wagenbach und Unterbiegelhof.

## Leben
Er war der einzige zu Jahren gekommene Sohn des Wilhelm Ferdinand Friedrich von Degenfeld (1757–1819) aus dessen dritter Ehe mit Johanna Carolina Benedikta von Gemmingen-Hornberg (1763–1851).
Er gehörte der Eulenhofer Linie der Familie an, die bei der Erbteilung zwischen dem Großvater Reinhard Philipp Friedrich von Degenfeld (1722–1784) und dessen Brüdern entstanden war und ihren Hauptsitz auf dem Eulenhof nahm. 
Er war 1815 Leutnant, 1819 Premierleutnant. 1830 war er Rittmeister a. D.
Er wurde in der Schlosskapelle von Schloss Neuhaus begraben.

## Familie
Er heiratete am 5. Oktober 1819 in der Ehrstädter Kirche Henriette von Gemmingen-Hornberg (1797–1849), Tochter des Babstadter Grundherren Ludwig Friedrich von Gemmingen. Der Ehe entstammten zwei Söhne und zehn Töchter. Einige der Kinder sind im Kindes- oder Jugendalter verstorben.
- Udo Ernst Ferdinand Ludwig Friedrich (1820–1858) ⚭ Maria Katharina Imhof (1827–1886)
- Juliana Katharina (1821–1832)
- Emma (* 1821) ⚭ Carl Theodor Jäger
- Maria Sophia (1824–1825)
- Bertha Caroline Theresia (1825–1832)
- Theresia Caroline (*/† 1827)
- Henriette (1827–1901) ⚭ August Reudter
- Friedrich Ferdinand August (1829–1832)
- Luise Therese (* 1831) ⚭ Georg Steinwachs († 1876)
- Anna Maria Luise (1832–1893) ⚭ Carl Anton Johann von Türckheim (1823–1873)
- Ida Caroline Luise Juliane Wilhelmina (1834–1893)
- Luise Augusta (1835–1836)